# الباركة (فرع العدين)

تعديل مصدري - تعديل

الباركة هي إحدى قرى عزلة بني يوسف بمديرية فرع العدين التابعة لمحافظة إب، بلغ تعداد سكانها 127 نسمة حسب تعداد اليمن لعام 2004.